# Podlesie Wąskotorowe
Podlesie Wąskotorowe – zlikwidowany w 1989 roku wąskotorowy przystanek kolejowy w Żernikach na linii kolejowej Sucha Wąskotorowa – Komorze, w powiecie jarocińskim, w województwie wielkopolskim, w Polsce. Przystanek należał do Jarocińskiej Kolei Powiatowej.